# Pogonocichla stellata
El ruiseñor estrellado (Pogonocichla stellata) es una especie de ave paseriforme de la familia Muscicapidae nativa del este y sudeste de África. Es la única especie del género Pogonocichla. Es una especie forestal, que se encuentra en los bosques de montaña en las zonas septentrionales de su área de distribución pero ocupa regiones cercanas a la costa más al sur. Es un ruiseñor muy colorido, con las partes inferiores amarillas, alas azuladas y la cabeza de color gris pizarra y con manchas blancas en el lorum y la garganta. Existen doce subespecies con diversas variaciones de color.
El ruiseñor estrellado presenta un amplio espectro de llamadas que varían geográficamente. Su dieta se compone principalmente de insectos, pero también consume algunos frutos. Es un pájaro territorial en la época de cría, y suele poner hasta tres huevos en un nido cubierto. 

## Taxonomía
El ruiseñor estrellado está emparentado con los papamoscas, pertenece a la subfamilia Saxicolinae, un grupo que anteriormente se clasificaba en la familia Turdidae, pero que en la actualidad se clasifica dentro de la familia Muscicapidae. Su posición en la familia es algo incierta, se cree que al igual que los otros géneros monotípicos de ruiseñores africanos está próximo al género Cossypha, y a veces fue situado junto al ruiseñor de Swynnerton (Swynnertonia). La taxonomía de la especie es muy compleja, ya que a lo largo de su área de distribución hay algunas subespecies que tienen un plumaje intermedio entre el de los juveniles y los adultos, y otras que no lo tienen. Además los cantos son diferentes según las subespecies, y en particular hay dos tipos de llamadas tipo pitido que tienen una distribución fragmentada en el área de distribución y entre las diversas subespecies.
En la actualidad se reconocen doce subespecies:
- Pogonocichla stellata stellata (Vieillot, 1818) - se encuentra en el este y sur de Sudáfrica;
- P. s. transvaalensis (Roberts, 1912) - localizado en el norte de Sudáfrica;
- P. s. chirindensis (Roberts, 1914) - presente en el este de Zimbabue;
- P. s. hygrica (Clancey, 1969) - ocupa el oeste de Mozambique;
- P. s. orientalis (G.A. Fischer y Reinchenow, 1884) - se extiende por el oeste, este y sur de Tanzania, Malawi y Mozambique;
- P. s. guttifer (Reinchenow & Neumann, 1895) - localizado en el monte Kilimanjaro (Tanzania);
- P. s. helleri (Mearns, 1913) - presente en los montes Taita, (Kenia) y noreste de Tanzania;
- P. s. macarthuri (van Someren, 1939) - se encuentra en los montes Chyulu (Kenia);
- P. s. intensa (Sharpe, 1901) - se extiende por el norte y centro de Kenia y norte de Tanzania;
- P. s. elgonensis (Ogilvie-Grant, 1911) - presente en el monte Elgon (Kenia) y Uganda;
- P.s. ruwenzorii, (Ogilvie-Grant, 1906) - se encuentra en el noreste de la República Democrática del Congo, suroeste de Uganda, oeste de Ruanda y Burundi;
- P. s. pallidiflava, (Cunningham-van Someren & Schifter, 1981) - localizado en las montañas Imatong, Sudán del Sur;

Se han descrito otras subespecies: friedmanni, que se considera sinónimo de ruwenzorii; lebombo, en la frontera de Sudáfrica y Suazilandia, que se considera sinónimo de transvaalensis; y margaritata, que se considera sinónimo de a subespecie nominal. En el estudio genético de Bowie en 2006 de las subespecies del norte intensa y pallidiflava fueron tratadas como una sola subespecie subspecies, keniensis.
El nombre de su género Pogoncichla de los términos griego pogon (barba), en referencia a las manchas blancas de su garganta y rostro, y kikhle (zorzal). Del mismo modo tanto el nombre científico de su especie, stellata (estrellado),  como su nombre común, hacen referencia a las motas faciales.

## Descripción

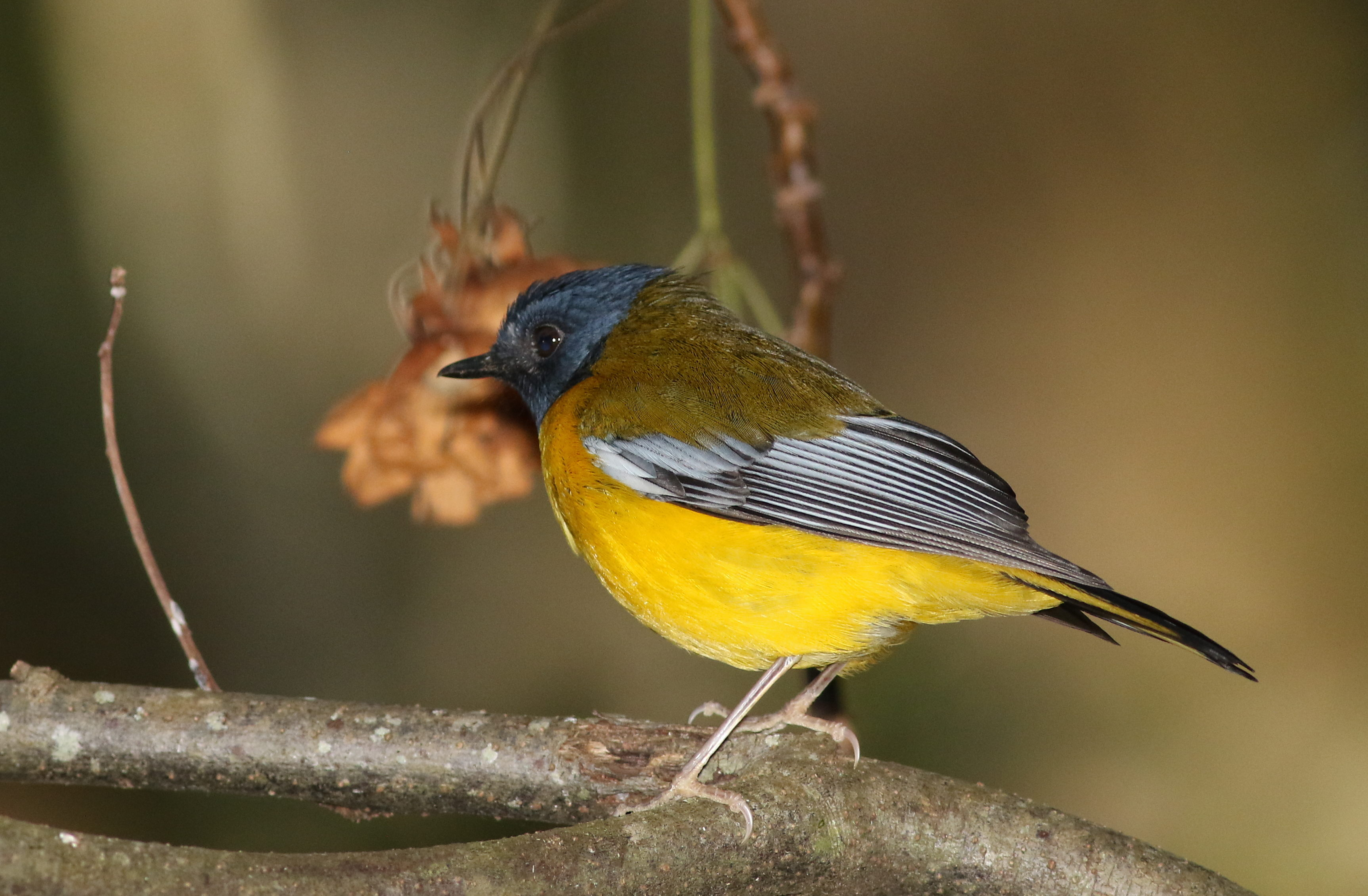
Ejemplar en Seldomseen (Vumba, Zimbabue).

El ruiseñor estrellado es un pájaro pequeño que mide entre 15 y 16 cm de largo y pesa entre 18 y 25 g, siendo las hembras ligeramente más pequeñas que los machos. La subespecie nominal tiene la cabeza gris pizarra, con una mota blanca en el lorum frente a cada ojo y otra en la garganta. Su manto y parte superior de las alas son verdes (verde musgo en el manto y verde oliváceo en las alas), el resto de las alas son de color gris azulado y su cola es negra con listas laterales amarillas. Su pecho y vientre son de color amarillo intenso, y sus patas son rosadas. El plumaje de ambos sexos es similar. Su pico es corto, ancho y de color negro, y está rodeado por vibrisas que usan para atrapar insectos al vuelo. Los juveniles tienen las partes superiores pardo negruzcas salpicadas de motas doradas, y amarillo con escamado pardo en las inferiores. La subespecie tiene un plumaje subadulto, con plumaje oliváceo oscuro en las partes superiores y las inferiores amarillas con veteado gris, y la cola es como la de los adultos pero parduzca en lugar de negra. El plumaje subadulto se mantiene hasta los dos años.
La subespecie pallidiflava es como la nominal, pero con un amarillo más claro en el pecho y vientre. La subespecie intensa es bastante diferente, tiene tonos broncíneos en la espalda, el obispillo amarillo y bordes gris pizarra en las plumas de vuelo. La raza ruwenzori es como intensa, pero con el amarillo del pecho más intenso. La subespecie elgonensis es como la subespecie nominal pero con la cola totalmente negra, aunque el subadulto de esta raza tiene algo de amarillo en la cola. La subespecie macarthuri es más clara en las partes inferiores y tiene en la espalda tonos verdosos más intensos. La raza helleri tiene la espalda verde y el obispillo amarillo, mientras que el obispillo de orientalis es verde, además de tener alas grisáceas y la parte superior de las alas con tonos verdes más amarillentos. La subespecie hygrica es como la nominal pero con la espalda de un verde musgo más saturado; y la subespecie transvaalensis es como hygrica con las partes inferiores amarillo anaranjadas y un borde plateado en las plumas de vuelo. Finalmente chirindensis tiene la espalda de un color verde amarillento más intenso.

## Distribución y hábitat

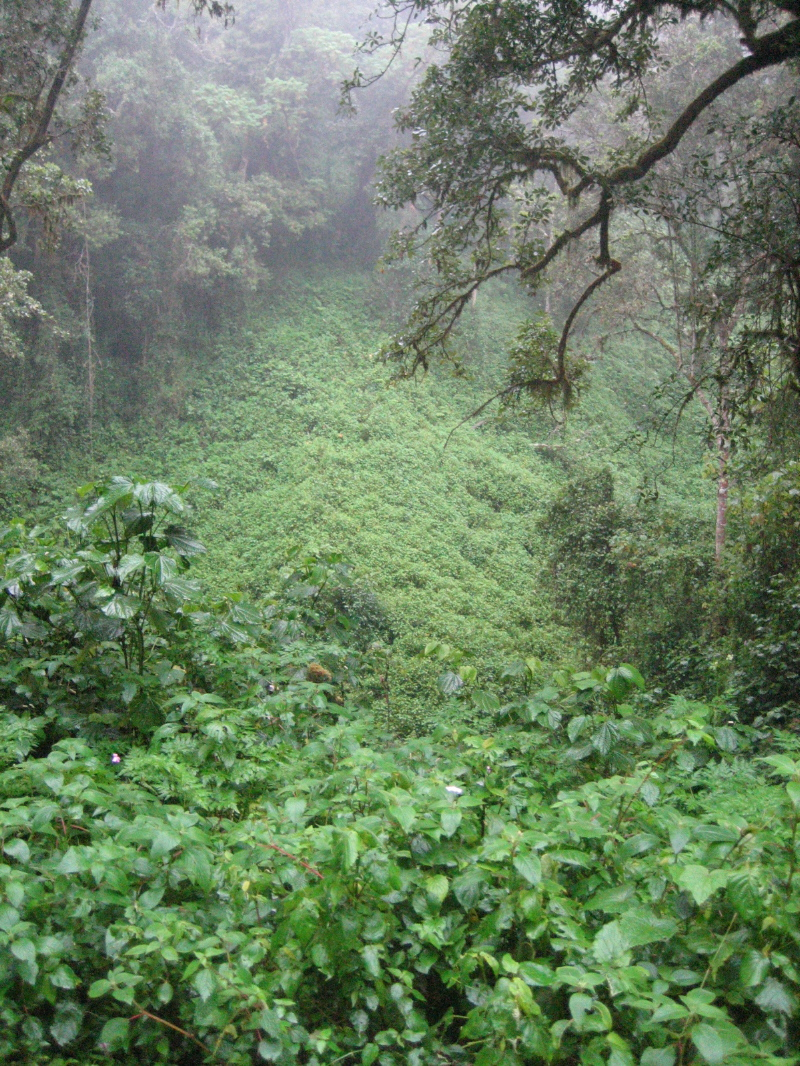
El bosque húmedo y los bordes de los bosques son los principales hábitats del ruiseñor estrellado. Este bosque del monte Kilimanjaro es el hogar de una subespecie endémica.

El ruiseñor estrellado se encuentra principalmente en las selvas húmedas primarias y secundarias del este y sureste de África. Necesita con bosques con sotobosque denso de matorrales y lianas. También ocupa los bordes de los bosques, las acacias y las plantaciones de pinos y los jardines junto a los bosques. Ocasionalmente ocupa las zonas de bambú o los brezales de algunas montañas. En la parte septentrional de su área de distribución, cerca de ecuador ocupa las montañas entre los 1500 y 2200 m de altitud (a veces llega hasta los 3300 m), más al sur en Zimbabue rara vez se encuentra por encima de los 1300 m, y en Sudáfrica puede encontrarse al nivel del mar.
El ruiseñor estrellado es parcialmente migratorio. Esta migración es altitudinal, estos pájaros se desplazan a altitudes más bajas durante el invierno (de abril a septiembre), y es más pronunciada en las partes del sur de su área de distribución. En Malawi desciende hasta las costas del lago Malawi (300 m), los individuos de Sudáfrica y Mozambique llegan hasta el nivel del mar, y pueden alejarse hasta 120nbsp;km de su zona de reproducción. En Malawi las investigaciones muestran que los machos que quedan en los territorios de cría, mientras que las hembras se alejan durante el invierno.

## Comportamiento

### Llamadas
Las llamadas y los cantos del ruiseñor estrellado varían geográficamente. Ambos sexos cantan su aviso territorial, un canto que emiten desde el suelo. La llamada de cortejo la emiten durante una exhibición de vuelo, y consiste en un "wiii wii wiii" prolongado. Su llamada de contacto, que también usan como llamada de aviso, varía entre las subespecies. El primer tipo, propia de intensa, ruwenzori, guttifer, orientalis y la especie nominal, es una llamada disilávica, «tu-twii». El segundo tipo, propia de macarthuri, helleri y transvaalensis, es más complejo y multisilávico, «ter-whe dada wiiyu» o «wheh chiiyoo wher-ter-weh techiiyu».

### Alimentación
El ruiseñor estrellado se alimenta principalmente de insectos y frutos. En un estudio sobre muestras fecales realizado en KwaZulu-Natal, en Sudáfrica, los escarabajos, las polillas y las hormigas predominaban en las muestras, encontrándose el 83%, 58% y 43% de las veces, respectivamente. Otros restos encontrados incluyen arañas, moscas, orugas, anfípodos, hemípteros, avispas, saltamontes y ciempiés. Se encontraron restos de fruta en el 34% de las muestras, incluyendo frutos de Canthium, Cassipourea, Ficus, Hedychium, Ilex, Kiggelaria y Rhus. También se ha registrado que se alimentan de otros pequeños animales, como caracoles, termitas, mantis e incluso ranas (del género  Arthroleptis).

### Reproducción
El ruiseñor estrellado tiene una época de cría, pero el periodo concreto de esta varía a lo largo de su área de distribución. Se les ha registrado criando o observado en condiciones de criar de agosto a mayo en la República Democrática del Congo, de agosto a noviembre en Ruanda. En el este de África crían en todos los meses del año, pero con una alternancia altitudinal, en tanto que los ruiseñores de tierras bajas prefieren la estación de lluvias mientras que los de montaña prefieren la estación seca. En Zambia crían de septiembre a junio, mientras que en Malawi se reduce de septiembre a enero. En Sudáfrica la época de cría es de septiembre a diciembre.

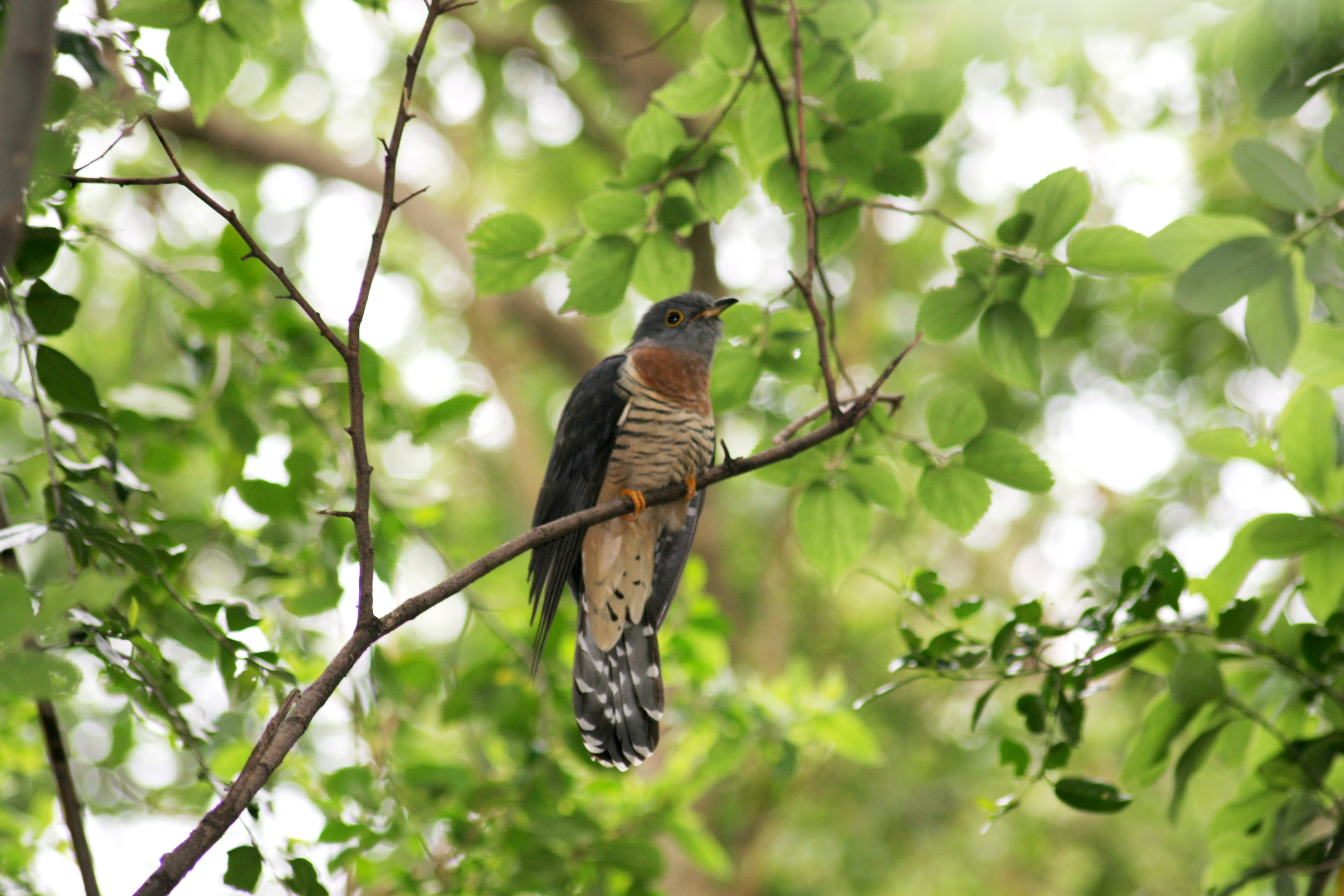
cuco solitario suele parasitar los nidos de ruiseñor estrellado.

Los ruiseñores estrellados son territoriales durante la época de cría. La extensión de los territorios es de entre 0,5 y 0,75 ha. La forma de su nido es inusual en la familia ya que tiene una estructura cubierta, construida con ramitas, hojas secas, musgo y zarcillos y forrado con esqueletos de hojas y material vegetal suave. El nido suele estar bien escondido, generalmente en un terraplén pegado a un tronco o roca, pero algunas veces se sitúa en terreno plano sobre un tronco podrido, una roca o un promontorio de tierra. La construcción del nido dura unos siete días, y es realizado solo por la hembra. Esta pone de dos a tres huevos, siendo más común en el trópico dos huevos y tres lo más corriente en el sur. Los huevos son puestos en días consecutivos y la incubación no empieza hasta que se haya puesto el último. La incubación es llevada a cabo únicamente por la hembra. La incubación dura entre 16 y 18 días, tras los cuales los polluelos tardan alrededor de 13 o 15 días más en emplumar. Los polluelos son dependientes de sus padres hasta 42 días tras la eclosión.
Los nidos son expoliados por pequeños mamíferos como las musarañas o roedores, y más rara vez por mamíferos más grandes como las civetas y los monos. También son objeto del parásitos de puesto, principalmente del cuco solitario (seis nidos de cada 85 estudiados en Sudáfrica), pero también de otras especies como el cuclillo esmeralda africano.